# Buonaccorso Buonaccorsi
Buonaccorso Buonaccorsi (ur. 23 lipca 1620 w Potenza Picena, zm. 18 kwietnia 1678 w Bolonii) – włoski kardynał.

## Życiorys
Urodził się 23 lipca 1620 roku w Potenza Picena. Studiował na Uniwersytecie w Perugii, gdzie uzyskał doktorat utroque iure. Po studiach został referendarzem Trybunału Obojga Sygnatur i klerykiem, a następnie skarbnikiem Kamery Apostolskiej. 29 listopada 1669 roku został kreowany kardynałem diakonem i otrzymał diakonię Santa Maria della Scala. W 1673 roku został legatem w Bolonii. Zmarł tamże 18 kwietnia 1678 roku.